# 王功交流道
王功交流道位於臺灣彰化縣芳苑鄉，為臺灣台61線指標192公里處的交流道。南出北入於2013年12月29日通車，北出南入於2017年12月19日通車，可前往王功漁港。
|  | 192 王功 |  | 王功 |

## 鄰近公路
- 台17線
- 縣道148號
- 彰118線

## 外部連結
- 台61線王功交流道示意圖 （页面存档备份，存于）（交通部公路總局）